# Кошкарбай (Шетський район)
Кошкарба́й (каз. Қошқарбай) — село у складі Шетського району Карагандинської області Казахстану. Адміністративний центр Нураталдинського сільського округу.
Населення — 656 осіб (2021; 819 у 2009, 918 у 1999, 1095 у 1989).
Національний склад станом на 1989 рік:
- казахи — 100 %.

У радянські часи село називалось Нураталди.